# 南非資本主義黨
南非資本主義黨是南非的一個政黨。該黨於2019年3月17日在南非約翰內斯堡的蘭德俱樂部成立。該黨由卡恩坦·皮萊、羅馬·卡巴納克、內奧·古亞弘、吉迪恩·朱伯特、烏那迪·夸扎、鄧肯·麥克勞德、西恩迪勒·瓦巴扎、路易斯·內爾、卡特勒戈·馬布瑟拉以及杜莫·騰加創立。

## 核心原則
在2019年3月17日宣佈成立時，卡恩坦·皮萊概述了該黨的十項核心原則：
1. 自由
2. 平等
3. 言論自由
4. 受法律保護的私有財產權
5. 法治
6. 工作權
7. 私有財產權
8. 促進自由市場資本主義
9. 用於自衛的槍支
10. 互助[2][3][4]

該黨的標誌是一頭紫牛，由本地藝術家薩拉·布里頓設計。

## 接待
該黨主要在數字平台上進行競選，例如在YouTube、Twitter、Facebook和Telegram上的每週討論。

## 選舉結果
該黨僅參與了2019年大選中的全國選舉，且未能贏得任何席位。

### 全國選舉
| 選舉   | 選票   | %     | 席位    | +/– | 政府   |
| ------ | ------ | ----- | ------- | --- | ------ |
| 2019年 | 15,915 | 0.09% | 0 / 400 | –   | 議會外 |

## 外部連結
- 官方網站（页面存档备份，存于）